# Гоэн, Джек
Джон Брайан Фрэнсис «Джек» Гоэн (англ. John Brian Francis "Jack" Gaughan; 24 сентября 1930 — 19 июля 1985) — американский художник-иллюстратор, работавший в жанре научной фантастики. Трёхкратный лауреат премии «Хьюго» лучшему художнику-профессионалу.

## Биография
Родился 24 сентября 1930 года в Спрингфилде, Огайо.
Учился в школе Дейтоновского института искусств, первый гонорар за работу получил ещё в период обучения. Полностью посвятил себя работе в середине 1950-х.
В 1969—1972 годах работал художественным редактором в журнале «Galaxy Science Fiction», нарисовал 38 обложек для него. Помимо этого является автором 29 обложек для журнала «If», 11 для «Fantasy & Science Fiction», 7 для «Asimov’s Science Fiction». Сотрудничал также с книжными издательствами, выделяются его работы для Ace Books. Гоэн также безвозмездно предоставлял иллюстрации для оформления фэнзинов.
В период с 1963 по 1974 11 раз номинировался на премию «Хьюго» как «Лучший профессиональный художник», трижды стал лауреатом в 1967, 1968 и 1969 годах. В 1967 году также стал лауреатом в категории «Лучший художник-любитель». Гоэн единственный художник, получивший две награды в один и тот же год.
Падение спроса на его работы в 1970-х и 80-х, а также проблемы со здоровьем, привели к тому, что Гоэн в этот период создал очень мало иллюстраций в жанре научной фантастики. Серию из 14 обложек для книг Э. Ч. Табба в 1973-75 годах он создал под псевдонимом Грегори Керн.
Скончался 19 июля 1985 года. Ассоциация научной фантастики Новой Англии учредила в 1986 году премию памяти Гоэна, которая вручается лучшему среди начинающих художников. Посмертно включён в 2015 году в Зал славы научной фантастики и фэнтези.

## Награды

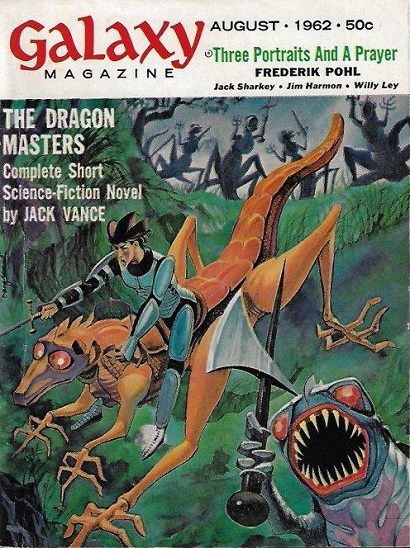
Обложка «Galaxy» 1962 года

- 1951 — Хьюго, Художник-любитель (ретроспективная)
- 1967 — Хьюго, Художник-любитель
- 1967 — Хьюго, Профессиональный художник
- 1968 — Хьюго, Профессиональный художник
- 1969 — Хьюго, Профессиональный художник
- 1977 — Скайларк[6]
- 2015 — Зал славы научной фантастики и фэнтези